# Eyal Ran
Eyal Ran (* 21. November 1972 in Kirjat Ono) ist ein ehemaliger israelischer Tennisspieler.

## Biografie
Ran wurde in Kirjat Ono, einer Stadt im Ballungsraum Gusch Dan im Bezirk Tel Aviv geboren und ist Jude. Sein Vater ist Jude rumänischer Herkunft und emigrierte nach Israel.

## Karriere
Ran trainierte im Israel Tennis Center und startete 1992 seine Profikarriere.
Im August 1993 besiegte er den damaligen 37. der Weltrangliste, den Schweden Jonas Svensson, mit 6:1, 6:3 beim Turnier in Long Island.
Nachdem er 1996 und 1997 im Einzel bei den Australian Open gespielt hatte (er verlor bei beiden Wettbewerben in der zweiten Runde), spielte Ran 1999 erstmals ein Grand-Slam-Turnier im Doppel. Er erreichte die zweite Runde bei den French Open und verlor in der ersten Runde bei den Wimbledon Championships sowie den US Open im selben Jahr.
Im folgenden Jahr spielte er bei allen vier Grand-Slam-Events im Doppel, erreichte die zweite Runde in Wimbledon und verlor in der ersten Runde der anderen drei Turniere. 2000 gewann er mit dem Spanier Alberto Martín das Sandplatz-Turnier in Bukarest gegen den US-Amerikaner Devin Bowen und den Argentinier Mariano Hood. 2001 erreichte Ran bei den Australian Open die zweite Runde und verlor in der ersten Runde der French Open und der Wimbledon Championships (mit dem Israeli Noam Behr als Partner).
Die meiste Zeit seiner Karriere spielte er auf der ATP Challenger Tour – im Einzel zuletzt beim Jerusalem Challenger 2001, wo er in der ersten Runde verlor. Sein letztes Doppel-Spiel bestritt er vier Jahre später in Lexington.

### Davis Cup
Ran spielte von 1992 bis 2000 in der israelischen Davis-Cup-Mannschaft. Sein erstes Spiel bestritt er im Davis Cup 1992 beim 5:0-Sieg gegen Ungarn, wo er Viktor Nagy mit 6:4, 6:3 besiegen konnte. In der Qualifikation für den Davis Cup 1993, die Israel 1992 in Avilés gegen Spanien bestritt, spielte Ran gegen Carlos Costa und verlor 2:6, 5:7, 0:6. Da Israel nach den ersten drei Spielen 0:3 zurücklag, wurde Rans Spiel gegen Jordi Arrese nicht ausgetragen. Bei insgesamt sechs Austragungen spielte Ran in der Europa-/Afrikazone des Davis Cups. Dabei konnte er im Einzel außer gegen Nagy gegen den Norweger Helge Koll-Frafjord und den Finnen Tuomas Ketola gewinnen. Im Doppel mit Eyal Erlich gewann er eine Begegnung gegen die Norweger Helge Koll-Frafjord und Christian Ruud.
Im Jahr 2005, auf dem Höhepunkt einer Meinungsverschiedenheit zwischen den israelischen Davis-Cup-Spielern und der Israel Tennis Association, wurde Ran zum israelischen Davis-Cup-Kapitän ernannt. Ran sprach mit den Spielern und dem Verband und half so, die Krise beizulegen.
Israel (mit 5394 Punkten auf Platz acht der Davis-Cup-Wertung) war Gastgeber des Davis-Cup-Viertelfinals im Juli 2009 gegen die favorisierte russische Davis-Cup-Mannschaft (die 2002 und 2006 gewann und das bestplatzierte Land in der Davis-Cup-Wertung war). Die Begegnung wurde auf Hartplatz in der Menora Mivtachim Arena in Tel Aviv-Jaffa ausgetragen. Insgesamt gewann Israel mit 4:1. Im Halbfinale verlor Israel gegen die spanische Davis-Cup-Mannschaft mit 1:4. 2010 verlor Israel in der ersten Runde gegen Chile sowie dann in der Relegation gegen Österreich und spielte somit 2011 in der Kontinentalgruppe Europa/Afrika.
2017 trat Ran nach zwölf Jahren als Kapitän zurück. Ran sagte: „Ich bin froh, dass ich das Team zum Halbfinale des Davis Cup geführt habe und dass ich Spieler wie Andy Ram, Jonathan Erlich, Noam Okun, Amir Hadad, Harel Levy, Amir Weintraub und Dudi Sela zu großen Erfolgen führen konnte. Ich bin auch froh, dass ich das Privileg hatte, Israels zukünftiges Team zu trainieren: Yshai Oliel, Edan Leshem, Daniel Cukierman, Ben Patael und Mor Bulis.“

## Erfolge
| Legende (Anzahl der Siege)                       |
| Grand Slam                                       |
| Tennis Masters Cup ATP World Tour Finals         |
| ATP Masters Series ATP World Tour Masters 1000   |
| ATP International Series Gold ATP World Tour 500 |
| ATP International Series ATP World Tour 250 (1)  |
| ATP Challenger Tour (10)                         |

| ATP-Titel nach Belag |
| Hartplatz (0)        |
| Sand (1)             |
| Rasen (0)            |

### Doppel

#### Turniersiege

##### ATP Tour
| Nr. | Datum              | Turnier  | Belag | Partner        | Finalgegner              | Ergebnis  |
| --- | ------------------ | -------- | ----- | -------------- | ------------------------ | --------- |
| 1.  | 18. September 2000 | Bukarest | Sand  | Alberto Martín | Devin Bowen Mariano Hood | 7:64, 6:1 |

##### Challenger Tour
| Nr. | Datum            | Turnier          | Belag     | Partner        | Finalgegner                      | Ergebnis        |
| --- | ---------------- | ---------------- | --------- | -------------- | -------------------------------- | --------------- |
| 1.  | 23. Juli 1995    | Scheveningen (1) | Sand      | Andrei Pavel   | Emilio Benfele Álvarez Pepe Imaz | 6:4, 6:4        |
| 2.  | 2. August 1998   | Istanbul         | Hartplatz | Petr Luxa      | Todd Larkham Chris Wilkinson     | 6:4, 7:65       |
| 3.  | 25. Oktober 1998 | Samarqand        | Hartplatz | Noam Behr      | Andrei Merinow Andrei Stoljarow  | 1:6, 6:4, 7:6   |
| 4.  | 2. Januar 1999   | Mumbai           | Hartplatz | Noam Behr      | Mahesh Bhupathi Gaurav Natekar   | 6:2, 7:6        |
| 5.  | 6. Februar 1999  | Kalkutta         | Rasen     | Noam Behr      | Barry Cowan Wesley Whitehouse    | 6:4, 6:7, 6:2   |
| 6.  | 17. April 1999   | Neu-Delhi        | Hartplatz | Noam Behr      | Barry Cowan Wesley Whitehouse    | 6:3, 4:6, 6:4   |
| 7.  | 25. Juli 1999    | Scheveningen (2) | Sand      | Tom Vanhoudt   | James Greenhalgh Paul Rosner     | 6:4, 6:4        |
| 8.  | 9. Oktober 1999  | Tel Aviv         | Hartplatz | Noam Behr      | Amir Hadad Andrew Ilie           | 6:3, 6:2        |
| 9.  | 11. Juni 2000    | Prostějov        | Sand      | Alberto Martín | Petr Luxa Vincenzo Santopadre    | 6:2, 6:2        |
| 10. | 18. Juni 2000    | Stettin          | Sand      | Alberto Martín | Mariano Hood Martín Rodríguez    | 7:62, 6:75, 6:2 |

#### Finalteilnahmen
| Nr. | Datum             | Turnier   | Belag     | Partner       | Finalgegner                        | Ergebnis      |
| --- | ----------------- | --------- | --------- | ------------- | ---------------------------------- | ------------- |
| 1.  | 13. April 1997    | Chennai   | Hartplatz | Oleg Ogorodov | Mahesh Bhupathi Leander Paes       | 6:7, 5:7      |
| 2.  | 8. September 1997 | Taschkent | Hartplatz | Hicham Arazi  | Vincent Spadea Vincenzo Santopadre | 4:6, 7:6, 0:6 |
| 3.  | 8. August 1999    | Amsterdam | Sand      | Devin Bowen   | Paul Haarhuis Sjeng Schalken       | 3:6, 2:6      |